# Lista najlepiej sprzedających się singli w Wielkiej Brytanii
Lista przedstawia najlepiej sprzedające się single każdego roku na UK Singles Chart w Wielkiej Brytanii. Sekcja sprzedanych kopii oznacza, ile egzemplarzy singla rozeszło się tylko w danym roku.

## Najlepiej sprzedające się single
| Rok  | Singel                                                                 | Artysta                             | Sprzedanych kopii |
| ---- | ---------------------------------------------------------------------- | ----------------------------------- | ----------------- |
| 1952 | „Auf Wiederseh'n Sweetheart”                                           | Vera Lynn                           |                   |
| 1953 | „I Believe”                                                            | Frankie Laine                       |                   |
| 1954 | „Secret Love”                                                          | Doris Day                           |                   |
| 1955 | „Rose Marie”                                                           | Slim Whitman                        |                   |
| 1956 | „I'll Be Home”                                                         | Pat Boone                           |                   |
| 1957 | „Diana”                                                                | Paul Anka                           |                   |
| 1958 | „Jailhouse Rock”                                                       | Elvis Presley                       |                   |
| 1959 | „Living Doll”                                                          | Cliff Richard                       | 800.000           |
| 1960 | „It’s Now or Never”                                                    | Elvis Presley                       |                   |
| 1961 | „Are You Lonesome Tonight?”                                            | Elvis Presley                       | 800.000           |
| 1962 | „I Remember You”                                                       | Frank Ifield                        |                   |
| 1963 | „She Loves You”                                                        | The Beatles                         | 1.300.000         |
| 1964 | „Can’t Buy Me Love”                                                    | The Beatles                         |                   |
| 1965 | „Tears”                                                                | Ken Dodd                            |                   |
| 1966 | „Green Green Grass of Home”                                            | Tom Jones                           |                   |
| 1967 | „Release Me”                                                           | Engelbert Humperdinck               |                   |
| 1968 | „Hey Jude”                                                             | The Beatles                         | 850.000           |
| 1969 | „Sugar, Sugar”                                                         | The Archies                         |                   |
| 1970 | „The Wonder of You”                                                    | Elvis Presley                       | 700.000           |
| 1971 | „My Sweet Lord”                                                        | George Harrison                     | 700.000           |
| 1972 | „Amazing Grace”                                                        | The Royal Scots Dragoon Guards Band |                   |
| 1973 | „Tie a Yellow Ribbon Round the Ole Oak Tree”                           | Tony Orlando & Dawn                 |                   |
| 1974 | „Tiger Feet”                                                           | Mud                                 | 730.000           |
| 1975 | „Bohemian Rhapsody”                                                    | Queen                               |                   |
| 1976 | „Save Your Kisses for Me”                                              | Brotherhood of Man                  | 1.006.000         |
| 1977 | „Mull of Kintyre” / „Girls’ School”                                    | Wings                               |                   |
| 1978 | „Rivers of Babylon” / „Brown Girl in the Ring”                         | Boney M.                            |                   |
| 1979 | „Bright Eyes”                                                          | Art Garfunkel                       | 1.155.000         |
| 1980 | „Don't Stand So Close to Me”                                           | The Police                          | 808.000           |
| 1981 | „Don’t You Want Me”                                                    | The Human League                    |                   |
| 1982 | „Come on Eileen”                                                       | Dexys Midnight Runners              | 1.200.000         |
| 1983 | „Karma Chameleon”                                                      | Culture Club                        | 1.390.000         |
| 1984 | „Do They Know It's Christmas?”                                         | Band Aid                            | 2.980.000         |
| 1985 | „The Power of Love”                                                    | Jennifer Rush                       | 1.280.000         |
| 1986 | „Don't Leave Me This Way”                                              | The Communards                      | 750.000           |
| 1987 | „Never Gonna Give You Up”                                              | Rick Astley                         | 759.000           |
| 1988 | „Mistletoe and Wine”                                                   | Cliff Richard                       | 750.000           |
| 1989 | „Ride on Time”                                                         | Black Box                           | 960.000           |
| 1990 | „Unchained Melody”                                                     | Righteous Brothers                  | 840.000           |
| 1991 | „(Everything I Do) I Do It for You”                                    | Bryan Adams                         | 1.520.000         |
| 1992 | „I Will Always Love You”                                               | Whitney Houston                     |                   |
| 1993 | „I’d Do Anything for Love (But I Won’t Do That)”                       | Meat Loaf                           | 760.000           |
| 1994 | „Love Is All Around”                                                   | Wet Wet Wet                         | 1.783.000         |
| 1995 | „Unchained Melody”                                                     | Robson and Jerome                   | 1.840.000         |
| 1996 | „Killing Me Softly”                                                    | The Fugees                          | 1.268.000         |
| 1997 | „Something About the Way You Look Tonight” / „Candle in the Wind 1997” | Elton John                          | 4.770.000         |
| 1998 | „Believe”                                                              | Cher                                | 1.519.000         |
| 1999 | „…Baby One More Time”                                                  | Britney Spears                      | 1.445.000         |
| 2000 | „Can We Fix It?”                                                       | Bob the Builder                     | 853.000           |
| 2001 | „It Wasn’t Me”                                                         | Shaggy feat. RikRok                 | 1.151.000         |
| 2002 | „Anything Is Possible” / „Evergreen”                                   | Will Young                          | 1.783.919         |
| 2003 | „Where Is the Love?”                                                   | The Black Eyed Peas                 | 625.198           |
| 2004 | „Do They Know It's Christmas?”                                         | Band Aid 20                         | 1.065.000         |
| 2005 | „Is This the Way to Amarillo”                                          | Tony Christie feat. Peter Kay       | 1.100.200         |
| 2006 | „Crazy”                                                                | Gnarls Barkley                      | 820.053           |
| 2007 | „Bleeding Love”                                                        | Leona Lewis                         | 788.000           |
| 2008 | „Hallelujah”                                                           | Alexandra Burke                     | 880.000           |
| 2009 | „Poker Face”                                                           | Lady Gaga                           | 882.059           |
| 2010 | „Love the Way You Lie”                                                 | Eminem feat. Rihanna                | 854.000           |
| 2011 | „Someone Like You”                                                     | Adele                               | 1.242.000         |
| 2012 | „Somebody That I Used to Know”                                         | Gotye feat Kimbra                   | 1.280.000         |